# Gaetano Magnanini
Gaetano Magnanini (Mirandola, 20 gennaio 1866 – Modena, 14 gennaio 1950) è stato un chimico italiano.

## Biografia
Figlio di Giuseppe Magnanini e Matilde Bellodi, nel 1874 entrò come convittore al colpegio San Carlo di Modena (raggiunto dal fratello minore Ugo nel 1877), terminando gli studi nel 1883.
Allievo di Stanislao Cannizzaro all'Università di Roma, appena laureato nel 1887 venne nominato fin da subito da Giacomo Luigi Ciamician come suo primo preparatore all'Istituto chimico di Padova.
Dopo essersi perfezionato a Lipsia per un anno, fu poi nominato professore di chimica all'Università di Messina dal 1890 al 1892. In seguito insegnò chimica generale per quarant'anni all'Università di Modena.
Personalità complessa "piena di entusiasmi e di rinunce" e con un'intelligenza vivacissima, pubblicò importanti studi di spettrofotometria, che portarono alla scoperta che l'assorbimento delle soluzioni saline è indipendente dalla dissociazione dei sali presenti in soluzione. Fu membro della Regia Accademia di Modena e socio della Regia Accademia Gioemia di Catania.
Nel 1894 inventò un piccolo motore a scoppio di benzina, pesante 8 kg, da installare su una "bicicletta a movimento automatico". Il progetto venne poi perfezionato da Pompeo Golinelli di Villafranca di Medolla: nacque così l'"Excelsior", il primo ciclomotore costruito a Modena.